# Henri Boulay de La Meurthe
Pour les articles homonymes, voir Boulay de la Meurthe, Boulay et Meurthe.
Cet article possède un paronyme, voir Henri Boulay.
Henri Georges Boulay de la Meurthe, 2e comte Boulay de La Meurthe, né le 15 juillet 1797 à Nancy et mort le 24 novembre 1858 à Paris, est un homme d'État français, vice-président de 1849 à 1852, pendant la Deuxième République, avant d'exercer la fonction de sénateur, notamment au cours du Second Empire.

## Biographie

### Jeunesse
Henri Georges Boulay naît le 12 juillet 1797 à Nancy. Il est le fils aîné d'Antoine Boulay (1761-1840). Il accompagne son père en exil (1815-1820) et achève en Allemagne ses études de droit qu'il avait débutées à Paris.

### Monarchie de Juillet

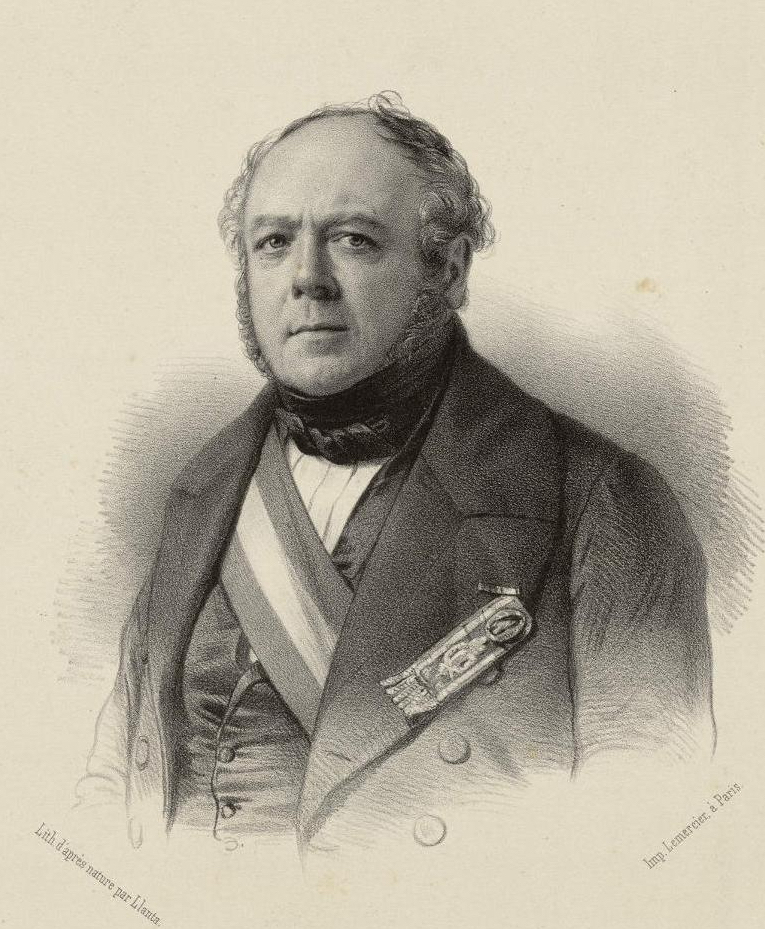
Henri-Georges Boulay de La Meurthe.

Avocat à Paris en 1830, Henri Boulay de La Meurthe est nommé colonel de la 11e légion de la Garde nationale.
Il est élu député de la Meurthe du 4 novembre 1837 au 2 février 1839, puis des Vosges du 9 juillet 1842 au 26 mai 1849. En 1846, il propose dans un amendement d'augmenter de 500 000 francs le budget de l'instruction des filles.
En janvier 1831, il fait partie du Comité central français en faveur des Polonais (pour le soutien à l'insurrection de Novembre), fondé et présidé par La Fayette.

### Vice-président de la Deuxième République

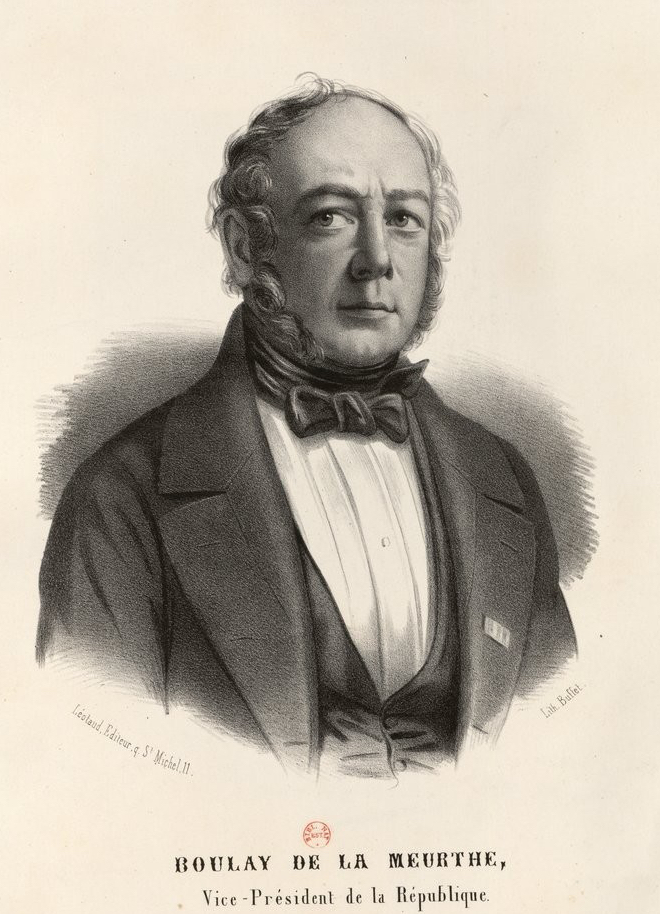
Boulay de La Meurthe entre 1848 et 1852.

Après la révolution de 1848 qui a vu l'abolition de la monarchie de Juillet et l'avènement de la Deuxième République, il est à la tête d'un régiment de la garde républicaine qui combat l'insurrection des journées de Juin, en délogeant notamment 1 500 insurgés du Panthéon de Paris. Député de la nouvelle assemblée constituante, c'est un fidèle de Louis-Napoléon Bonaparte, élu président de la République française.
Présenté en concurrence avec Vivien et Baraguey d'Hilliers par l'Assemblée nationale, Boulay de La Meurthe est élu vice-président de la République le 20 janvier 1849 avec 417 voix, contre 277 à Vivien et une à Baraguey d'Hilliers (19 bulletins blancs),.
La veille (séance du 19 janvier 1849), l'Assemblée nationale constituante avait voté pour que le montant du traitement annuel du vice-président soit fixé à 48 000 francs (516 voix pour, 233 contre), après avoir rejeté (par 472 voix contre) la proposition initiale du Comité des finances de fixer à 60 000 francs par an le montant de ce traitement.
Sa fonction essentielle est de présider le Conseil d'État.
Il est ainsi l'unique vice-président de l'histoire de la République française, poste institué par la constitution du 4 novembre 1848.
Après le coup d'État du 2 décembre 1851, réalisé par le président Bonaparte, la fonction de vice-président de la République est supprimée par la nouvelle constitution qui est promulguée le 14 janvier 1852.

### Sénateur et décès
Henri Boulay de La Meurthe, ayant perdu son poste de vice-président, est nommé sénateur le 26 janvier 1852, après l'instauration du Sénat par la nouvelle constitution, et demeure en poste après l'instauration du Second Empire le 2 décembre de la même année, jusqu'à sa mort.
Il est aussi président de la « Société pour l'instruction élémentaire », fondée en 1815 par Lazare Carnot, dont il développa les activités en faveur de l'enseignement primaire.
Le comte Boulay de La Meurthe était membre du Grand Orient de France[réf. nécessaire].
Boulay meurt le 24 novembre 1858 à Paris.
Par legs, sa bibliothèque privée, composée de plus de 7 800 volumes (ouvrages et brochures) se rapportant à l'éducation et aux questions sociales de son époque, revient en 1862 à la bibliothèque municipale de Nancy où elle est conservée dans des salles réservées à cet effet.

### Famille
Henri Boulay de La Meurthe est le fils d'Antoine Boulay de la Meurthe, qui avait été fait comte d'Empire par Napoléon Ier en 1808.
Comme il n'a eu qu'une fille, son frère François Joseph Boulay de La Meurthe devient à sa mort le 3e comte Boulay de La Meurthe.
Leur sœur Henriette (1809-1884) épouse en 1834 Jules Chodron (1804-1870). Leur fils aîné Alphonse (1835-1919) est fait baron de Courcel (de Port Courcel, sur la Seine à Vigneux, dans l'Essonne) par Napoléon III en 1867 et mène une carrière de diplomate. Leur fils cadet Georges (1840-1904), lieutenant de vaisseau, est l'arrière-grand-père de Bernadette Chodron de Courcel, épouse de Jacques Chirac.

## Distinctions
- Officier de la Légion d'honneur (10 juin 1837)[7]

## Hommages
À Épinal, la rue Boulay de la Meurthe, percée en 1881-1882, honore Henri Boulay de la Meurthe et son père Antoine Boulay de la Meurthe et une à Nancy.